# نبرد شینوهارا
نبرد شینوهارا (به ژاپنی: 篠原の戦い) یکی از نبردهای وابسته به جنگ گنپی مابین خاندان تایرا و خاندان میناموتو بود. محل این نبرد در حال حاضر در شهرستان کاگا، استان ایشیکاوا است. پس از نبرد کوریکارا، میناموتو نو یوشیناکا با نیروهای تایرا نو مونه‌موری که پس از شکست از راه هوکوریکودو در حال عقب نشینی بودند، درگیر شد. سپاه باقیمانده خاندان تایرا قدرت جنگیدن نداشتند و به سرعت راه فرار را در جنگل در پیش گرفتند. خاندان میناموتو در این نبرد پیروز شد . با این حال، ملازم قدیمی این خاندان سایتو سانه‌موری، که از کودکی میناموتو نو یوشیناکا از وی حمایت کرده بود، در این نبرد کشته شد.